# CppUnit
CppUnit es un marco de programación de pruebas unitarias para el lenguaje de programación C++.
El proyecto ha sido bifurcado en diversas ocasiones. La versión de freedesktop.org, mantenida por Markus Mohrhard, programador del proyecto LibreOffice, está en desarrollo activo y es distribuida en varias distribuciones Linux como Debian, Ubuntu, Gentoo y Arch.